# Carl Christian Friedrich Gustav Knoch
C(K)arl Christian Friedrich Gustav Knoch (* 26. Juni 1806 in Schleiz; † 21. März 1864 ebenda) war ein deutscher Jurist und Politiker.

## Leben
Knoch war der Sohn des Juweliers Friedrich August Knoch in Schleiz und dessen Ehefrau Beate Dorothee Emilie Mayer aus Tanna. Er war evangelisch-lutherischer Konfession und heiratete am 24. November 1835 in Jena Christiane Henriette Maria Fischer (* 1808; † 18. August 1892 in Schleiz), die Tochter des Besitzers des Gasthofs Zum Schwarzen Adler in Jena, Caspar Andreas Fischer.
Knoch war Advokat und Senator in Schleiz. 1843 wird er als Vorstand der Kommission für das Armenwesen der Stadt Schleiz genannt. Von 1848 bis 1864 war er Bürgermeister von Schleiz. Im Januar 1848 wurde er zum Hofrat ernannt.
Bis zur Märzrevolution 1848 gehörte er den alten Landständen des Fürstentums Reuß jüngerer Linie an. Vom 2. Oktober 1848 bis zum 21. Dezember 1849 war er Mitglied im Landtag Reuß jüngerer Linie als Vertreter der alten Ritter- und Landschaft. Nachdem die Mehrheit des Landtags am 29. September 1848 die Ungültigkeit der Mandate der alten Ritter- und Landschaft festgestellt hatte, erklärten die Vertreter der alten Ritter- und Landschaften am 3. Oktober 1848 ihren „einstweiligen“ Mandatsverzicht. Nachdem das Reichsministerium des Innern unter Friedrich Bassermann in einem Schiedsspruch am 5. April die Mandate für gültig erklärte, nahmen die fünf Abgeordneten ab dem 27. August 1849 wieder an den Landtagssitzungen teil.